# Campeonato Brasileiro Série A 1997
In 1997 werd de 41ste editie van het Campeonato Brasileiro Série A gespeeld, de hoogste voetbalcompetitie in Brazilië. De competitie werd gespeeld van 5 juli tot 21 december. Vasco da Gama werd landskampioen. Het was de eerste keer dat in beide finales geen enkele goal viel.

## Format
Er namen 26 teams deel aan het kampioenschap. De clubs speelden één keer tegen elkaar. De top acht kwalificeerde zich voor de knock-outfase, de laatste vier degradeerden. Fluminense zou vorig jaar voor het eerst uit de Série A gedegradeerd zijn, maar werd uiteindelijk door de bond gered, samen met andere degradant Bragantino, doordat de competitie uitgebreid werd met twee extra clubs, União São João en América de Natal. Het bleek echter uitstel van executie te zijn voor Fluminense dat dit jaar opnieuw op een degradatieplaats eindigde. 

## Eerste fase
| Plaats | Club                   | Wed. | W  | G  | V  | Saldo | Ptn. |
| ------ | ---------------------- | ---- | -- | -- | -- | ----- | ---- |
| 1.     | Vasco da Gama          | 25   | 17 | 3  | 5  | 55:32 | 54   |
| 2.     | Internacional          | 25   | 15 | 6  | 4  | 52:21 | 51   |
| 3.     | Atlético Mineiro       | 25   | 14 | 5  | 6  | 42:33 | 47   |
| 4.     | Portuguesa             | 25   | 12 | 9  | 4  | 45:28 | 45   |
| 5.     | Flamengo               | 25   | 12 | 6  | 7  | 30:24 | 42   |
| 6.     | Santos                 | 25   | 12 | 5  | 8  | 39:33 | 41   |
| 7.     | Palmeiras              | 25   | 10 | 10 | 5  | 47:24 | 40   |
| 8.     | Juventude              | 25   | 9  | 10 | 6  | 24:20 | 37   |
| 9.     | Vitória                | 25   | 9  | 9  | 7  | 44:40 | 36   |
| 10.    | Botafogo               | 25   | 8  | 10 | 7  | 32:32 | 34   |
| 11.    | Sport do Recife        | 25   | 9  | 6  | 10 | 34:32 | 33   |
| 12.    | São Paulo              | 25   | 8  | 9  | 8  | 41:32 | 33   |
| 13.    | Paraná                 | 25   | 8  | 8  | 9  | 30:30 | 32   |
| 14.    | Grêmio                 | 25   | 7  | 10 | 8  | 34:47 | 31   |
| 15.    | Coritiba               | 25   | 7  | 9  | 9  | 31:32 | 30   |
| 16.    | América de Natal       | 25   | 7  | 9  | 9  | 31:40 | 30   |
| 17.    | Corinthians            | 25   | 8  | 5  | 12 | 23:27 | 29   |
| 18.    | Atlético Paranaense(1) | 25   | 9  | 6  | 10 | 37:41 | 28   |
| 19.    | Goiás                  | 25   | 8  | 4  | 13 | 30:40 | 28   |
| 20.    | Cruzeiro               | 25   | 6  | 10 | 9  | 30:35 | 28   |
| 21.    | Guarani                | 25   | 6  | 10 | 9  | 36:43 | 28   |
| 22.    | Bragantino             | 25   | 7  | 5  | 13 | 27:46 | 26   |
| 23.    | Bahia                  | 25   | 6  | 8  | 11 | 39:49 | 26   |
| 24.    | Criciúma               | 25   | 6  | 7  | 12 | 27:35 | 25   |
| 25.    | Fluminense             | 25   | 4  | 10 | 11 | 26:41 | 22   |
| 26.    | União São João         | 25   | 2  | 9  | 14 | 18:47 | 15   |

(1): Atlético Paranaense kreeg 5 strafpunten wegens een corruptieschandaal
|  | Geplaatst voor knock-outfase |
|  | Degradatie                   |

## Tweede fase

### Groep A
| Plaats | Club          | Wed. | W | G | V | Saldo | Ptn. |
| ------ | ------------- | ---- | - | - | - | ----- | ---- |
| 1.     | Vasco da Gama | 6    | 4 | 2 | 0 | 14:5  | 14   |
| 2.     | Flamengo      | 6    | 2 | 2 | 2 | 7:8   | 8    |
| 3.     | Juventude     | 6    | 2 | 1 | 3 | 6:11  | 7    |
| 4.     | Portuguesa    | 6    | 1 | 1 | 4 | 5:8   | 4    |

|  | Finale |

### Groep B
| Plaats | Club             | Wed. | W | G | V | Saldo | Ptn. |
| ------ | ---------------- | ---- | - | - | - | ----- | ---- |
| 1.     | Palmeiras        | 6    | 5 | 1 | 0 | 10:4  | 16   |
| 2.     | Santos           | 6    | 2 | 1 | 3 | 9:10  | 7    |
| 3.     | Internacional    | 6    | 2 | 0 | 4 | 8:10  | 6    |
| 4.     | Atlético Mineiro | 6    | 2 | 0 | 4 | 6:9   | 6    |

|  | Finale |

## Finale
In geval van gelijkspel wint Vasco da Gama omdat ze beter presteerden in de competitie.
|                  |           |       |               |                                                    |
| 14 december Heen | Palmeiras | 0 – 0 | Vasco da Gama | Estádio do Morumbi, São Paulo Toeschouwers: 54.243 |
| 14 december Heen |           |       |               | Estádio do Morumbi, São Paulo Toeschouwers: 54.243 |

|                   |               |       |           |                                               |
| 21 december Terug | Vasco da Gama | 0 – 0 | Palmeiras | Maracanã, Rio de Janeiro Toeschouwers: 99.283 |
| 21 december Terug |               |       |           | Maracanã, Rio de Janeiro Toeschouwers: 99.283 |

### Kampioen
| Campeonato Brasileiro Série A de 1997 |
| Rio de Janeiro                        |
| ------------------------------------- |
| VASCO DA GAMA Kampioen (2° titel)     |